# Testinha (futebolista)
Djames Nascimento da Silva (Rio Branco, 27 de dezembro de 1977), mais conhecido como Testinha, é um ex-futebolista brasileiro que atuava como meio-campista.

## Carreira
Testinha é um grande ídolo do Rio Branco Football Club, onde possui três passagens. Fora do futebol acriano jogou no Coritiba Foot Ball Club, Centro Sportivo Alagoano e Cianorte Futebol Clube. No início da carreira teve uma curta passagem em Portugal.
Disputou o Campeonato Acreano de 2016 pelo Rio Branco.